# 1998 год в театре
1998 год в театре

## События

### Постановки
- 12 декабря — премьера спектакля Геннадия Егорова «Дар Божий» по пьесе Константина Скворцова, театр «Патриот» РОСТО, Санкт-Петербург[1].

### Фестивали
- В Москве прошёл III Международный театральный фестиваль имени А. П. Чехова[2].

## Персоналии

### Родились
- 7 октября, Южная Корея — Су-Бин Ли, артистка балета.

### Скончались
- 30 января — Виктор Цимбалист, советский и украинский актёр. Народный артист УССР (1982).
- 5 сентября — Феликс Мориссо-Леруа, гаитянский драматург, театральный деятель.
- 6 октября, Москва — Ролан Быков, актёр и кинорежиссёр, народный артист СССР (1990).
- 8 октября, Тбилиси — Лия Элиава, актриса театра и кино, народная артистка Грузинской ССР (1976).
- 6 декабря, Санкт-Петербург — Алла Шелест, артистка балерина и педагог, солистка Мариинского театра.